# Undateable
Undateable est une série télévisée américaine en 36 épisodes de 22 minutes créée par Adam Sztykiel basée sur le roman Undateable : 311 Things Guys Do That Guarantee They Won't Be Dating or Having Sex d'Ellen Rakieten et Anne Coyle, et diffusée entre le 29 mai 2014, et le 29 janvier 2016 sur le réseau NBC et en simultané sur Citytv pour la troisième saison au Canada.
Cette série est inédite dans tous les pays francophones.

## Synopsis
Danny Burton est habitué à voir ses camarades s'engager dans une relation sérieuse. À la suite du départ de son meilleur ami et colocataire, fin prêt pour une vie à deux, Danny, un trentenaire célibataire qui multiplie les aventures sans lendemain et qui s’en satisfait, fait la rencontre de Justin, le jeune propriétaire du Black Eyes Bar (mal prononcé "Black Guys Bar") qui cherche un appartement… et l’amour, depuis toujours. Il décide de le prendre sous son aile, lui et sa bande d’amis qu’il surnomme les "Undateables" car ils sont tous moins doués les uns que les autres pour draguer…

## Distribution

### Acteurs principaux
- Chris D'Elia (en) : Danny Burton
- Brent Morin (en) : Justin Kearney
- Bianca Kajlich : Leslie Burton, sœur de Danny
- David Fynn (en) : Brett
- Rick Glassman : Adam Burski
- Ron Funches : Shelly
- Bridgit Mendler : Candace (saisons 2 et 3)

### Acteurs récurrents
- Briga Heelan : Nicki (saison 1, 6 épisodes + saison 2, épisode 3)
- Eva Amurri : Sabrina (saison 1, épisodes 4 à 11)
- Betty Murphy : Mrs Bosma (6 épisodes)
- Rory Scovel : Kevin (4 épisodes)
- Adam Hagenbuch : Trent (saisons 2 et 3, 6 épisodes)
- Scott Foley : lui-même (saisons 2 et 3, 4 épisodes)
- Michael Catherwood (en) : Mike (saisons 2 et 3, 4 épisodes)
- Whitney Cummings : Charlotte[4] (saison 3, épisodes 8 à 13)

### Invités
- Ashlynn Yennie : Jane (saison 1, épisode 1)
- Josh Hopkins : Julius (saison 1, épisode 8)
- Tom Cavanagh : Frank (saison 1, épisode 10)
- Robert Maschio : Todd (saison 1, épisode 12)
- Larry Sullivan (en) : Gary (saison 1, épisode 13)
- Mandell Maughan (en) : Erica (saison 2, épisode 1)
- Tom Parker : Manager (saison 2, épisode 1)
- Rene Gube (en) : Parker (saison 2, épisode 3)
- Briana Henry : Lauren (saison 2, épisodes 7 à 10)
- Victoria Justice : Amanda (saison 2, épisodes 7 et 8)
- Zach Braff : collaborateur de Shelly (saison 2, épisodes 7 et 8)
- Donald Faison : collaborateur de Shelly (saison 2, épisodes 7 et 8)
- Christa Miller : Ally (saison 2, épisodes 7 et 8)
- Neil Flynn : Neil (saison 2, épisodes 7 et 8)
- Drew Pinsky : Dr Drew (saison 2, épisodes 7 et 8)
- Kate Walsh : Kate (saison 2, épisodes 7 et 8)
- Minnie Driver : Minnie (saison 2, épisode 7)
- Phill Lewis : Lauren's dad (saison 2, épisode 9)
- Madison Riley : Karli (saison 3, épisodes 1 et 2)
- Sarah Chalke : elle-même (saison 3, épisode 3)
- Tony Hawk	: lui-même (saison 3, épisode 5)
- Nick Steele (de) : Doug (saison 3, épisode 8)
- Randal Reeder (it) : Vince (saison 3, épisode 9)
- Joshua Allen (en) : Relentless (saison 3, épisode 11)

### Invités musicaux
- Ed Sheeran (saison 2, épisodes 7 et 8)
- Nico & Vinz (saison 3, épisodes 1 et 2)
- Kodaline (saison 3, épisode 3)
- Saint Motel (saison 3, épisode 4)
- Meghan Trainor[5] (saison 3, épisode 5)
- American Authors (saison 3, épisode 6)
- Alessia Cara (saison 3, épisode 7)
- Andrew McMahon (saison 3, épisode 8)
- Charlie Puth (saison 3, épisode 10)
- Weezer (saison 3, épisode 11)
- Backstreet Boys (saison 3, épisodes 12 et 13)

## Développement

### Production
Le projet a débuté en octobre 2012 et NBC a commandé un pilote en janvier 2013.
Le 10 mai 2013, NBC commande la série et annonce deux jours plus tard lors des Upfronts qu'elle sera diffusée à la mi-saison.
Le 31 juillet 2014, la série a été renouvelée pour une deuxième saison de dix épisodes. Initialement prévue pour l'été 2015, NBC a devancé sa diffusion au printemps 2015.
Le 8 mai 2015, la série a été renouvelée pour une troisième saison, qui sera constituée d'épisodes tournés en direct pour la côte est, et parfois de nouveau pour la côte ouest.
Le 13 mai 2016, la série est annulée.

### Casting
Dès février 2013, les rôles ont été attribués dans cet ordre : Brent Morin (en) et Rick Glassman, Chris D'Elia (en), Ron Funches, Bianca Kajlich et Alyson Michalka (Maddie) et Matthew Wilkas (en) (Brett). Avant de filmer le pilote en avril 2013, Aly Michalka est remplacée par Briga Heelan.
À la fin mai 2013, les deux séries de Doozer Productions ont été choisies (l'autre étant Ground Floor sur TBS) dont Briga Heelan a aussi participé, son rôle a été recasté.
En juillet 2013, David Fynn (en) remplace Matthew Wilkas dans le rôle de Brett, puis le mois suivant, Megan Park remplace Briga Heelan dans le rôle de la serveuse Maggie, devenue Nicki. Par contre au début septembre, la production des deux séries de Doozer a été synchronisée et Briga Heelan reprend son rôle. En octobre, Josh Hopkins décroche un rôle récurrent.
En novembre 2014, Bridgit Mendler rejoint la distribution principale, de la série lors de la deuxième saison, dans le rôle de Candace.

## Épisodes

### Première saison (2014)
| №  | Titre              | Réalisation           | Scénario                          | Première diffusion | Audience (millions) |
| -- | ------------------ | --------------------- | --------------------------------- | ------------------ | ------------------- |
| 1  | Pilot              | Scott Ellis (en)      | Adam Sztykiel                     | 29 mai 2014        | 3,84                |
| 2  | Pants Buddies      | Scott Ellis           | Adam Sztykiel                     | 29 mai 2014        | 3,82                |
| 3  | Three's a Crowd    | Scott Ellis           | Craig Doyle                       | 5 juin 2014        | 2,99                |
| 4  | The Switch         | Linda Mendoza (en)    | Courtney Lilly                    | 5 juin 2014        | 2,86                |
| 5  | The Hero is Me     | Phill Lewis           | Adam Sztykiel                     | 12 juin 2014       | 3,22                |
| 6  | Leader of the Pack | Ted Wass              | John Quaintance                   | 12 juin 2014       | 2,97                |
| 7  | The Move           | Steve Zuckerman (en)  | Adam Sztykiel                     | 19 juin 2014       | 2,54                |
| 8  | The Julius Effect  | David Trainer (en)    | Jackie Clarke                     | 19 juin 2014       | 2,54                |
| 9  | Low Hanging Fruit  | David Trainer         | Austen Faggen                     | 26 juin 2014       | 2,63                |
| 10 | Daddy Issues       | Ted Wass              | John Quaintance                   | 26 juin 2014       | 2,45                |
| 11 | Let There Be Light | Shelley Jensen (en)   | Michael Hobert (en)               | 3 juillet 2014     | 2,24                |
| 12 | Danny's Boys       | David Trainer         | Heather Flanders                  | 3 juillet 2014     | 2,07                |
| 13 | Go for Gary        | Eric Dean Seaton (en) | Laura Moran et Joel Church-Cooper | 3 juillet 2014     | 1,99                |

### Deuxième saison (2015)
Elle a été diffusée du 17 mars, au 12 mai 2015.
| № | #  | Titre                                   | Réalisation      | Scénario           | Première diffusion | Audience (millions) |
| --- | -- | --------------------------------------- | ---------------- | ------------------ | ------------------ | ------------------- |
| 14 | 1  | A Japanese Businessman Walks Into a Bar | Phill Lewis      | Adam Sztykiel      | 17 mars 2015       | 6,43                |
| 15 | 2  | Candace's Boyfriend Walks Into a Bar    | Phill Lewis      | Adam Sztykiel      | 24 mars 2015       | 5,18                |
| 16 | 3  | An Imaginary Torch Walks Into a Bar     | Eric Dean Seaton | Laura Moran        | 31 mars 2015       | 4,98                |
| 17 | 4  | A Stray Dog Walks Into a Bar            | Phill Lewis      | Michael Hobert     | 14 avril 2015      | 5,1                 |
| 18 | 5  | A Priest Walks Into a Bar               | Eric Dean Seaton | Heather Flanders   | 21 avril 2015      | 4,85                |
| 19 | 6  | A Sibling Rivalry Walks Into a Bar      | Phill Lewis      | Craig Doyle        | 28 avril 2015      | 4,53                |
| 20 — 21 | 78 | A Live Show Walks Into a Bar            | Phill Lewis      | Adam Sztykiel      | 5 mai 2015         | 4,21                |
| Cet épisode d'une heure s'est déroulé en direct, une fois pour la côte est et une autre fois pour la côte ouest. |    |                                         |                  |                    |                    |                     |
| 22 | 9  | An Angry Judge Walks Into a Bar         | Phill Lewis      | Austen Faggen      | 12 mai 2015        | 4,01                |
| 23 | 10 | Cop Number Four Walks Into a Bar        | Phill Lewis      | Joel Church-Cooper | 12 mai 2015        | 4,01                |

### Troisième saison (2015-2016)
Tournée en direct pour la côte est puis la côte ouest américaine, elle est diffusée depuis 9 octobre 2015,.
| № | #    | Titre                                    | Réalisation       | Scénario                       | Première diffusion | Audience (millions) |
| --- | ---- | ---------------------------------------- | ----------------- | ------------------------------ | ------------------ | ------------------- |
| 24 | 1    | A Will They Walks Into a Bar             | Phill Lewis       | Adam Sztykiel                  | 9 octobre 2015     | 2,54                |
| 25 | 2    | A Won't They Walks Into a Bar            | Phill Lewis       | Adam Sztykiel                  | 9 octobre 2015     | 2,54                |
| 26 | 3    | A Rock and Hard Place Walk Into a Bar    | Phill Lewis       | Allison Bosma et Jon DeWalt    | 16 octobre 2015    | 3,13                |
| 27 | 4    | A Truth Hug Walks Into a Bar             | Phill Lewis       | Christopher Luccy              | 23 octobre 2015    | 2,58                |
| 28 | 5    | Halloween Walks Into a Bar               | Phill Lewis       | Craig Doyle                    | 30 octobre 2015    | 2,6                 |
| 29 | 6    | A Puppet Walks Into a Bar                | Marty Pasetta Jr. | Michael Hobert                 | 6 novembre 2015    | 2,64                |
| 30 | 7    | An Origin Story Walks Into a Bar         | Phill Lewis       | Amy Pocha et Seth Cohen        | 20 novembre 2015   | 2,72                |
| À la suite des attentats du 13 novembre 2015 en France, la production a pris la décision d'annuler la prestation en direct. Une rediffusion a pris la place. |      |                                          |                   |                                |                    |                     |
| 31 | 8    | A Bachelorette Party Walks Into a Bar    | Phill Lewis       | Austen Faggen                  | 4 décembre 2015    | 2,86                |
| 32 | 9    | A Box of Puppies Walks Into a Bar        | Phill Lewis       | Joel Church-Cooper             | 11 décembre 2015   | 2,74                |
| 33 | 10   | A New Year's Resolution Walks Into a Bar | Phill Lewis       | Laura Moran                    | 8 janvier 2016     | 3,15                |
| 34 | 11   | Danny's Boyz Walk Into a Bar             | Phill Lewis       | Ryan Kemp                      | 15 janvier 2016    | 2,75                |
| 35 — 36 | 1213 | The Backstreet Boys Walk Into a Bar      | Phill Lewis       | Matthew HausfaterAdam Sztykiel | 29 janvier 2016    | 2,73                |

## Audiences

### Aux États-Unis
Le jeudi 29 mai 2014, NBC diffuse les deux premiers épisodes qui réunissent respectivement 3,84 et 3,82 millions de téléspectateurs avec un taux de 1,3 % sur les 18/49 ans, pour les deux épisodes soit un lancement correct pour une série diffusée lors de la période estivale. Ensuite les audiences déclinent sous les 3 millions de téléspectateurs pour réunir en moyenne 2,8 millions de fidèles lors de la première saison.